# Hueypoxtla (município)
Hueypoxtla pertence à Região Zumpango, é um dos municípios localizados ao nordeste do Estado de México, no México.